# Мельничный (Белокалитвинский район)
Ме́льничный — посёлок в Белокалитвинском районе Ростовской области.
Входит в состав Синегорского сельского поселения.

## География

### Улицы
- ул. Береговая
- ул. Гринева
- ул. Кленовая
- ул. Песчаная
- ул. Тополевая

## Население
| 1989 | 2002 | 2010 |
| ---- | ---- | ---- |
| 395  | ↗402 | ↘371 |